# دميترو جدانوف
دميترو جدانوف (بالأوكرانية: Жданов Дмитро Миколайович)‏ هو لاعب كرة قدم أوكراني في مركز الوسط، ولد في 16 يوليو 1996 في أوكرانيا. لعب مع زوريا لوهانسك.

## وصلات خارجية
- دميترو جدانوف على موقع اتحاد أوكرانيا (الإنجليزية)
- دميترو جدانوف على موقع قاعدة بيانات كرة القدم.إي يو (الإنجليزية)
- دميترو جدانوف على موقع Soccerway.com (الإنجليزية)